# Ryūji Kawai
Ryūji Kawai (河合 竜二?, Kawai Ryūji; Itabashi, 14 luglio 1978) è un ex calciatore giapponese, di ruolo centrocampista.